# Brachistus
Brachistus, biljni rod iz porodice pomoćnica ili krumpirovki. Postoji 3 priznate vrste grmova ili drveća rasprostranjenih po Meksiku i Srednjoj Americi.
Tipična vrsta je drvo ili grm Witheringia stramoniifolia Kunth, sinonim za Brachistus stramoniifolius (Kunth) Miers. Opisan je u Annals and Magazine of Natural History, ser. 2 3: 261. 1849.

## Vrste
1. Brachistus knappiae Mont.-Castro & Sousa-Peña
2. Brachistus nelsonii (Fernald) D'Arcy, J.L.Gentry & Averett
3. Brachistus stramoniifolius (Kunth) Miers